# 先天性内反足

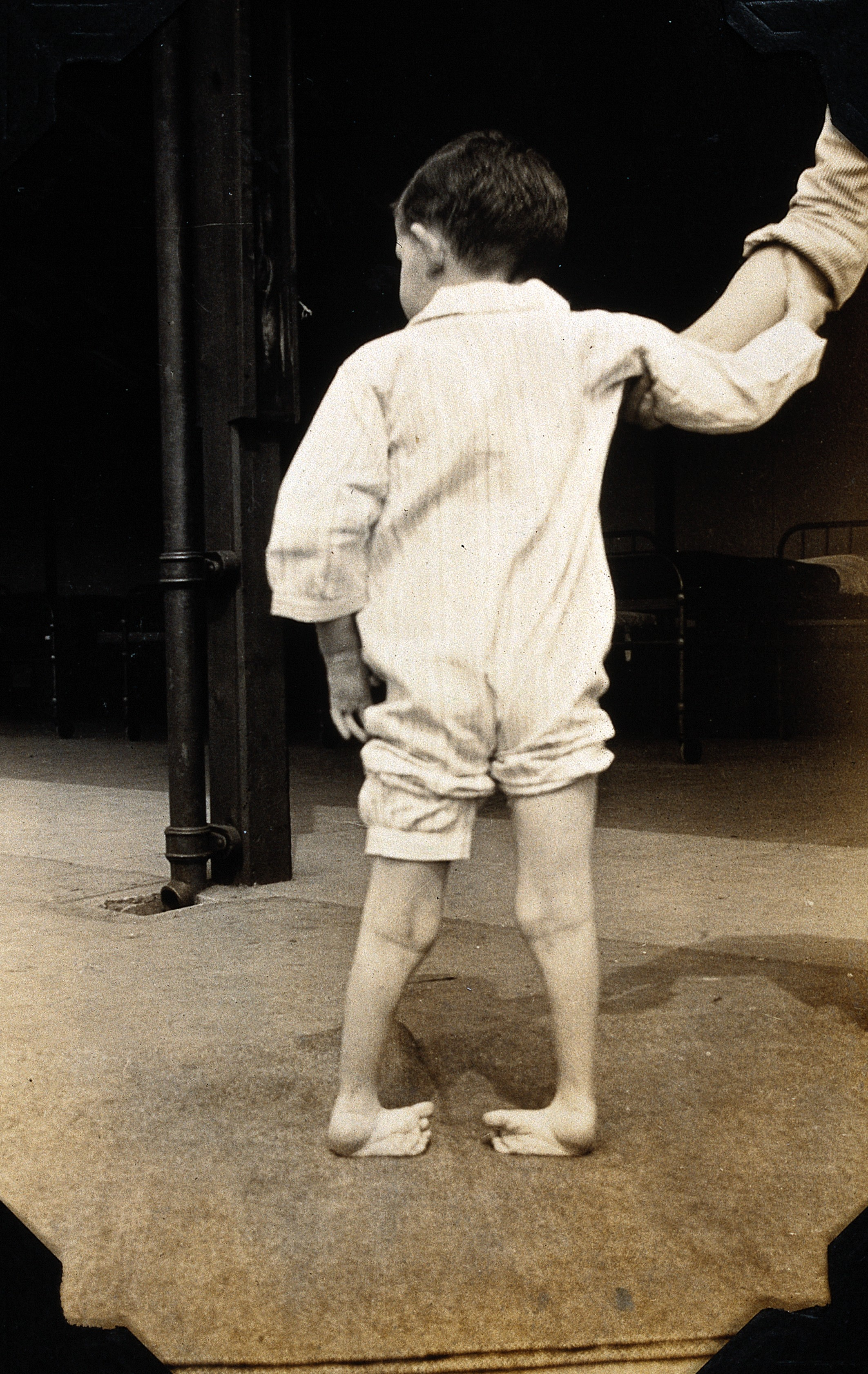
内反足の少年

先天性内反足（せんてんせいないはんそく、英: club foot, talipes equinovarus）は、生まれつき足が尖足・内反・内転位をとり矯正困難な、先天性の足の形態異常である。通常は、他の疾患を合併していない場合に先天性内反足と呼ぶ。

## 病態・原因
先天性内反足の病態は、先天的な足部の骨の低形成や配列異常である。その原因は遺伝因子、環境因子、胎内姿勢など多くの説が提唱されているが、いまだにはっきりしていない。

## 疫学
およそ1000人に1人の発生率で、男児に多い。約半数は両足で、片足の場合は2:1で右側に多いという調査結果がある。親や兄弟に同様の症状がある場合、発生率が高まり、また民族集団間では中国人の発生率は低く（1000人あたり0.39人）、ハワイ人とマオリ族の発生率が高い（1000人あたり7人）ことなどから遺伝因子が関与していることが示唆されている。喫煙との関連性も報告されている。

## 診断
足の変形が明らかなので出生直後に診断がつく。そのため、生後1 - 2週間以内に医師の診察を受けることが多い。変形は、足底が裏返しになって完全に患児の顔の方向に向いた状態であり、尖足・内反・内転位と表現される。変形のある足は動きが少なく、筋肉の萎縮が見られる。初診時の触診で変形の矯正がどの程度可能かで、重症度がある程度予測できる。最近は、レントゲンや超音波を利用して足根骨の配列異常を評価する方法が試みられている。

## 治療

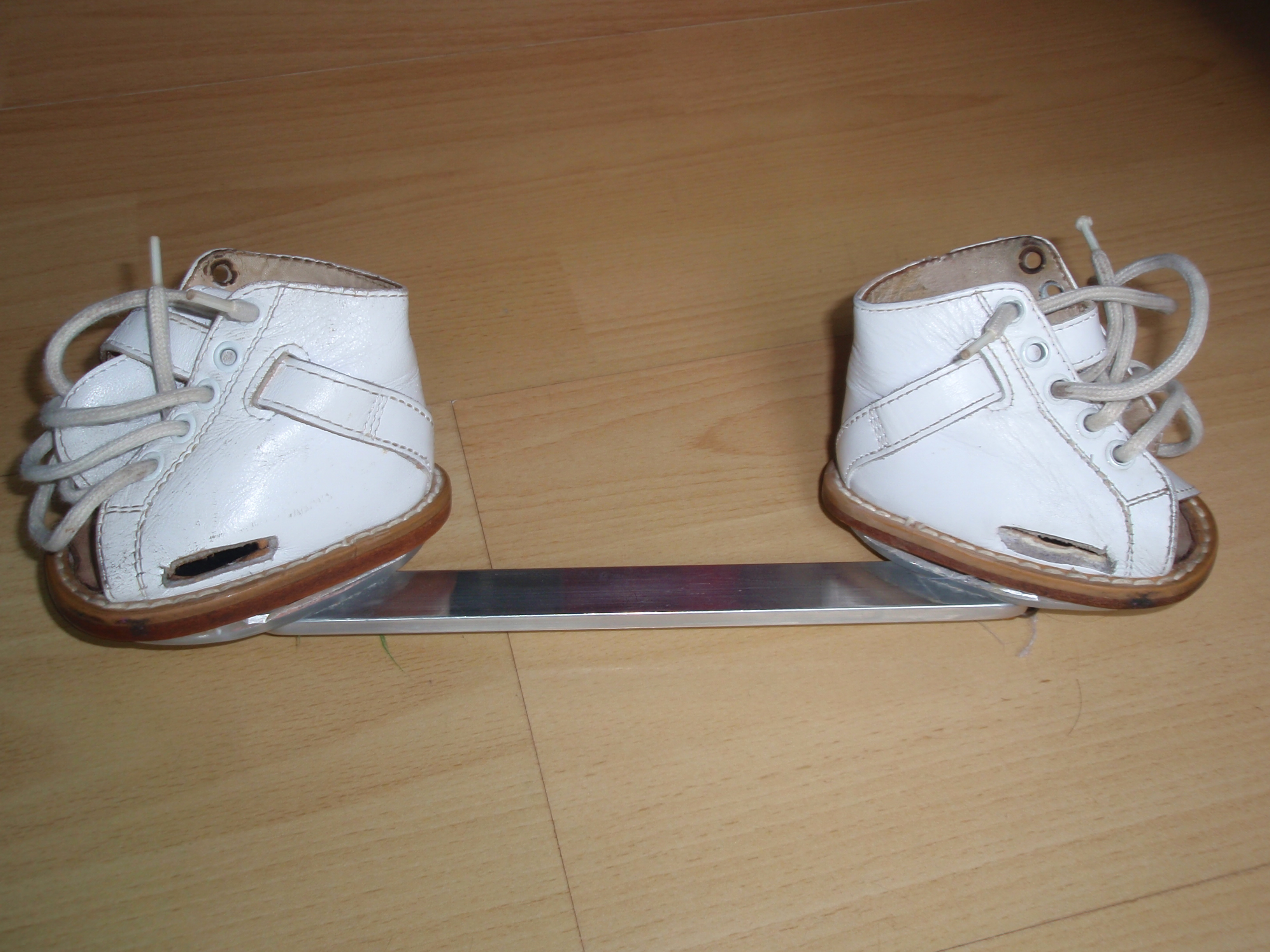
デニスブラウン装具

早期治療が原則で現在はPonseti法（ポンセチ、ポンセッティ）が治療方針のグローバルスタンダードとなっている。出生直後の出来るだけ早い段階から治療を開始し徒手矯正（皮膚の上から骨の配列を正すようにマッサージする）により少しずつ足の変形を矯正し、その状態を保つために大腿あるいは下腿からつま先までギプスで固定する。マッサージ時には出来る限りリラックスした状態で施術した方が矯正の効果が出やすいためミルクを飲ませながら行うことも多い。これを繰り返すことで徐々に内反と内転を矯正する。ギプスの巻き換えは原則として1週間おきに行い、受診直前か前日に保護者がギプスを除去する、もしくは巻き換え直前に医師によりギプスを除去してもらい同時に入浴も済ませるようにする。
アキレス腱の萎縮により爪先が上がらない状態（つま先立ち）を尖足といい徒手矯正では治せないので、5 - 10回のギプス矯正で内反・内転が改善した時点でアキレス腱の皮下切腱（細いメスを用いて皮膚下でアキレス腱を切る方法）を行う。アキレス腱切腱手術自体は数分で終了するものだが部分麻酔か全身麻酔か及び日帰りか入院かは病院の方針で様々。アキレス腱切腱手術後は約3週間ギプス固定を継続する。その後、肩幅程度の金属のバーの両端に左右の足を約70度ほど外転した状態で固定するデニスブラウン装具に移行する。生後7 - 8か月時で這い這いが可能となった時点で下肢の筋肉の発達のためにも日中は足を自由に動かせるように装具をしないか、もしくは短下肢装具を使用し、夜間と昼寝の際のみデニスブラウン装具を使用する。再発が多いためデニスブラウン装具は出来る限り長時間の使用が好ましい。
1歳前後で変形が残っている場合には、手術を考慮する。保存的治療と手術的治療の境界線上にある症例では、歩行が可能となった時点で歩き方を確認の上決定する。歩行開始以降は屋外用の靴型装具と屋内用の装具を併用し、変形の再発傾向がなければ2 - 3歳時から、屋外では市販の靴（深めで踵のしっかりした靴）に足底板を入れた簡便なものに変更する。足底板は幼稚園（保育園）や学校の上履でも併用し、成長終了時まで使用する。基礎的疾患がありその随伴症状として内反足がみられる場合には、概して治療に難渋し最終成績も不良なことがある。病院及び医師により治療方針が異なり現在も学会等で活発な議論が交わされている。手術や装具変更（種類・装着時間）のタイミングは患者の成長や治療の成果により様々である。

## 世界内反足デー
ポンセッティ法を考案したアメリカの医師イグナシオ・ポンセッティの誕生日にちなみ、毎年6月3日は内反足についての認識を高める「世界内反足デー」となっている。

## 関連人物
- ダドリー・ムーア

イギリスの俳優・コメディアン。内反足で生まれ身長も低く子供の頃はからかわれたがコメディアンとして活躍。1981年のアメリカのコメディ映画『ミスター・アーサー』でアカデミー主演男優賞にノミネートされた。
- クリスティー・ヤマグチ

フィギュアスケート選手。1992年アルベールビルオリンピック金メダリスト。内反足で生まれ、リハビリとしてスケートを始めた。
- ジム・マシーア

野球選手。内反足で生まれ10歳になるまでに2度の手術を受け、右足は左足より1インチ短く、右ふくらはぎは左ふくらはぎの半分の太さしかなかったが、MLBでリリーフ投手として活躍。2003年に難病や逆境を克服した選手に贈られるトニー・コニグリアロ賞を受賞。
- フレディ・サンチェス

野球選手。内反足で生まれ歩けなくなるかもしれないという診断を受けながら少年時代に治療によって克服し、MLBで内野手として活躍。2006年に首位打者を獲得し、トニー・コニグリアロ賞を受賞。